# Vân Du, Đoan Hùng
Vân Du là một xã thuộc huyện Đoan Hùng, tỉnh Phú Thọ, Việt Nam.
Xã Vân Du có diện tích 8,82 km², dân số năm 1999 là 4213 người, mật độ dân số đạt 478 người/km².